# فلوريان شنيتزر
فلوريان شنيتزر (بالألمانية: Florian Schnitzer)‏ (ولد في 28 يناير 1981) هو لاعب هوكي الجليد ألماني محترف سابق. لعب أخر مرة لـنادي Bietigheim Steelers في الدوري الالماني لهوكي الجليد الدرجة الثانية.

## وصلات خارجية
- فلوريان شنيتزر على موقع EliteProspects.com (الإنجليزية)
- فلوريان شنيتزر على موقع HockeyDB.com (الإنجليزية)